# Prosopidicola
Prosopidicola — рід грибів родини Prosopidicolaceae. Назва вперше опублікована 2004 року.

## Класифікація
Згідно з базою MycoBank до роду Prosopidicola відносять 2 офіційно визнані види:
- Prosopidicola albiziae
- Prosopidicola mexicana